# 닌텐도 기획제작본부
닌텐도 기획제작본부(약칭 닌텐도 EPD)는 일본 비디오 게임 개발사 닌텐도의 부서이자 사내 최대 규모의 게임 소프트웨어 개발부이다. 닌텐도의 비디오 게임, 모바일 어플리케이션 및 기하 오락 관련 소프트웨어 개발을 담당한다. 이 부문은 과거 닌텐도의 소프트웨어 개발 부문이있던 정보개발본부 (EAD)와 기획개발본부 (SPD)가 2015년 9월에 통합되어 설립됐다.

## 역사
기획제작본부는 2015년 9월 16일 닌텐도의 두 소프트웨어 개발부서, 정보개발본부 (EAD)와 기획개발본부 (SPD)가 결합해 설립된 부서이다. 이는 당시 막 임명된 닌텐도 사장 기미시마 다쓰미가 회사 전체 단위의 구조조정으로써 한 조치였다.

## 구조
닌텐도 기획제작본부는 전신부서 정보개발본부와 기획개발본부처럼 각 게임에 특화된 개발군으로 나뉜다. 기획제작본부 내에 총 10개의 개발군이 존재하며 각 군마다 관리자, 프로듀서, 감독이 소속해 특정 비디오 게임 시리즈 개발에 집중한다. 알려진 본부 내 그룹은 다음이 있다.
- 프로덕션 그룹 No. 2: 《별의 커비》, 《제노블레이드 크로니클스》, 《파이어 엠블렘》 등 닌텐도가 배급하나 타 기업이 발매한 게임 감독.[4][5][6]
- 프로덕션 그룹 No. 3: 《젤다의 전설》 본편 게임 개발.[7]
- 프로덕션 그룹 No. 4: 《1-2-스위치》, 닌텐도 라보, 《링 피트 어드벤처》, 《말랑말랑 두뇌학원》, 《점프 로프 챌린지》, 《차근차근 게임 코딩》, 《닌텐도 스위치 스포츠》 개발.[8][9][10]
- 프로덕션 그룹 No. 5: 《스플래툰》 및 《동물의 숲》 개발. 현 관리자 쿄고쿠 아야.[11][12][13]
- 프로덕션 그룹 No. 8: 《슈퍼 마리오》 3D 게임 개발. 별칭 닌텐도 EPD 도쿄.[14]
- 프로덕션 그룹 No. 9: 《마리오 카트》 시리즈 및 《ARMS》 개발. 현 관리자 야부키 교스케.[14]
- 프로덕션 그룹 No. 10: 《슈퍼 마리오》 2D 게임 및 《피크민》 시리즈 개발.[15]

## 개발 목록
| 연도 | 제목                                   | 장르                 | 플랫폼                    | 참고                                                    | 각주          |
| ---- | -------------------------------------- | -------------------- | ------------------------- | ------------------------------------------------------- | ------------- |
| 2015 | 젤다의 전설 트라이포스 삼총사          | 액션 어드벤처        | 닌텐도 3DS                | 그레조와 공동개발                                       | [ 16 ]        |
| 2015 | 동물의 숲 아미보 페스티벌              | 파티                 | Wii U                     | 엔디큐브와 공동개발                                     | [ 17 ]        |
| 2016 | 젤다의 전설 황혼의 공주 HD             | 액션 어드벤처        | Wii U                     | 탄탈로스 미디어와 공동개발                              | [ 18 ]        |
| 2016 | 미토모                                 | 소셜 네트워크 서비스 | 안드로이드, iOS           | 빈칸                                                    | [ 19 ]        |
| 2016 | 스타폭스 제로                          | 레일 슈팅            | Wii U                     | 플래티넘게임즈와 공동개발                               | [ 20 ]        |
| 2016 | 스타폭스 가드                          | 타워 디펜스          | Wii U                     | 플래티넘게임즈와 공동개발                               | [ 20 ]        |
| 2016 | 튀어나와요 동물의 숲 amiibo+           | 육성 시뮬레이션      | 닌텐도 3DS                | 빈칸                                                    | [ 21 ]        |
| 2016 | 미토피아                               | 롤플레잉             | 닌텐도 3DS                | 빈칸                                                    | [ 22 ]        |
| 2016 | 슈퍼 마리오 메이커 for 닌텐도 3DS      | 레벨 에디터, 플랫폼  | 닌텐도 3DS                | 빈칸                                                    |               |
| 2016 | 슈퍼 마리오 런                         | 플랫폼               | 안드로이드, iOS           | 빈칸                                                    | [ 23 ]        |
| 2016 | 탱크 트루퍼스                          | 액션                 | 닌텐도 3DS                | 비테이와 공동개발                                       | [ 24 ]        |
| 2017 | 1-2-스위치                             | 파티                 | 닌텐도 스위치             | 빈칸                                                    | [ 25 ]        |
| 2017 | 젤다의 전설 브레스 오브 더 와일드      | 액션 어드벤처        | Wii U, 닌텐도 스위치      | 빈칸                                                    | [ 26 ]        |
| 2017 | 마리오 카트 8 디럭스                   | 카트 경주            | 닌텐도 스위치             | 빈칸                                                    | [ 27 ] [ 28 ] |
| 2017 | ARMS                                   | 대전 격투, 스포츠    | 닌텐도 스위치             | 빈칸                                                    | [ 29 ]        |
| 2017 | 스플래툰 2                             | 3인칭 슈팅           | 닌텐도 스위치             | 빈칸                                                    | [ 30 ]        |
| 2017 | 메트로이드: 사무스 리턴즈              | 액션 어드벤처        | 닌텐도 3DS                | 머큐리스팀과 공동개발                                   | [ 31 ]        |
| 2017 | 슈퍼 마리오 오디세이                   | 플랫폼               | 닌텐도 스위치             | 빈칸                                                    | [ 32 ]        |
| 2017 | 동물의 숲 포켓 캠프                    | 육성 시뮬레이션      | 안드로이드, iOS           | 엔디큐브와 공동개발                                     | [ 33 ]        |
| 2018 | 닌텐도 라보                            | 제작 세트            | 닌텐도 스위치             | 빈칸                                                    | [ 34 ]        |
| 2018 | 스시 스트라이커: 스시도의 길           | 퍼즐                 | 닌텐도 3DS, 닌텐도 스위치 | 인디즈제로와 공동개발                                   | [ 35 ]        |
| 2018 | 메이드 인 와리오 고저스                | 액션                 | 닌텐도 3DS                | 인텔리전트 시스템즈와 공동개발                          | [ 36 ]        |
| 2018 | 전진! 키노피오대장                     | 액션 퍼즐            | 닌텐도 스위치             | 닌텐도 소프트웨어 테크놀로지와 공동개발                 | [ 37 ]        |
| 2019 | 뉴 슈퍼 마리오브라더스 U 디럭스        | 플랫폼               | 닌텐도 스위치             | 빈칸                                                    | [ 38 ]        |
| 2019 | 슈퍼 마리오 메이커 2                   | 레벨 에디터, 플랫폼  | 닌텐도 스위치             | 빈칸                                                    | [ 39 ]        |
| 2019 | 닥터 마리오 월드                       | 퍼즐                 | 안드로이드, iOS           | LINE과 NHN과 공동개발                                   | [ 40 ]        |
| 2019 | 마리오 카트 투어                       | 카트 경주            | 안드로이드, iOS           | 빈칸                                                    | [ 41 ]        |
| 2019 | 링 피트 어드벤처                       | 운동, 롤플레잉       | 닌텐도 스위치             | 빈칸                                                    |               |
| 2019 | 매일매일 Nintendo Switch 두뇌 트레이닝 | 퍼즐                 | 닌텐도 스위치             | 인디즈제로와 공동개발                                   | [ 42 ]        |
| 2020 | 모여봐요 동물의 숲                     | 생활 시뮬레이션      | 닌텐도 스위치             | 빈칸                                                    | [ 43 ]        |
| 2020 | 점프 로프 챌린지                       | 운동                 | 닌텐도 스위치             | 빈칸                                                    | [ 44 ]        |
| 2020 | 슈퍼 마리오 3D 컬렉션                  | 플랫폼               | 닌텐도 스위치             | NERD와 1-UP 스튜디오와 공동개발                         | [ 45 ]        |
| 2021 | 슈퍼 마리오 3D 월드 + 퓨리 월드        | 플랫폼               | 닌텐도 스위치             | 닌텐도 소프트웨어 테크놀로지와 1-UP 스튜디오와 공동개발 | [ 46 ]        |
| 2021 | 차근차근 게임 코딩                     | 프로그래밍 게임      | 닌텐도 스위치             | 빈칸                                                    | [ 47 ]        |
| 2021 | 즐거움을 나눠라 메이드 인 와리오       | 액션                 | 닌텐도 스위치             | 인텔리전트 시스템즈와 공동개발                          | [ 48 ]        |
| 2021 | 메트로이드 드레드                      | 액션 어드벤처        | 닌텐도 스위치             | 머큐리스팀과 공동개발                                   | [ 49 ]        |
| 2021 | 말랑말랑 두뇌학원                      | 퍼즐                 | 닌텐도 스위치             | 인디즈제로와 공동개발                                   | [ 50 ]        |
| 2022 | 닌텐도 스위치 스포츠                   | 스포츠               | 닌텐도 스위치             | 빈칸                                                    | [ 51 ]        |
| 2022 | 마리오 스트라이커즈 배틀 리그          | 스포츠               | 닌텐도 스위치             | 빈칸                                                    | [ 52 ]        |
| 2022 | 스플래툰 3                             | 3인칭 슈팅           | 닌텐도 스위치             | 빈칸                                                    | [ 53 ]        |
| 2023 | 젤다의 전설 티어스 오브 더 킹덤        | 액션 어드벤처        | 닌텐도 스위치             | 빈칸                                                    | [ 54 ] [ 55 ] |
| 2023 | 에브리바디 원 투 스위치                | 파티                 | 닌텐도 스위치             | 엔디큐브와 공동개발                                     | [ 56 ]        |
| 2023 | 피크민 4                               | 실시간 전략, 퍼즐    | 닌텐도 스위치             | 에이팅과 공동개발                                       | [ 57 ]        |
| 2023 | 슈퍼 마리오브라더스 원더               | 플랫폼               | 닌텐도 스위치             | 빈칸                                                    |               |

## 참조

### 내용주
1. ↑  任天堂企画制作本部, 영어: Nintendo Entertainment Planning & Development
2. ↑  닌텐도 라보는 닌텐도 스위치 소프트웨어와 골판지 DIY 제작 세트가 동봉된 브랜드 제품으로 닌텐도 스위치, 소프트웨어와 조이콘 간의 상호작용으로 작동한다